# 雨でも晴れでも
『雨でも晴れでも』（あめでもはれでも）は、あらた伊里による日本の漫画作品。『月刊コミック電撃大王』（KADOKAWA）にて、2020年2月号から2022年4月号まで連載。ここでは『ヤングコミック』（少年画報社）にて、2018年1月号から2019年5月号まで連載されていた、『とどのつまりの有頂天』（とどのつまりのうちょうてん）についても扱う。
海沿いの小さな高校を舞台に、学園の隅っこにある神社で放課後を過ごしていたぼっちJK・山田美古都と、彼女を気にかける生徒会書記・猫崎蓮の関係を中心に描いた百合コメディ。
当初は『ヤングコミック』（少年画報社）にて、『とどのつまりの有頂天』のタイトルで連載されていた。連載終了後、『月刊コミック電撃大王』（KADOKAWA）へと移籍し、物語の再スタートを切る予定であることが告知され、2020年2月号より『雨でも晴れでも』のタイトルで連載が開始した。

## あらすじ
小さな島の高台にある全寮制の女子校、有頂天高校。かつて神道系の高校であった名残から、敷地のはずれに神社が建立されているが、宮司もおらず管理も放置されていたため、立ち寄る生徒はほとんどいない。それを幸いとばかりに生徒会書記の猫崎蓮は、想いを寄せる山田美古都のために生徒会権限を使い巫女部を密かに設立した。放課後は美古都と部室代わりの神社で二人きりの時間を満喫するはずだった。
しかし、部活動の数がやたらに多い有頂天高校はつねに部室棟は満室。部室を持たない寄せ集め部の4人は、巫女部の存在を嗅ぎつけて、部室確保と正式な部の条件達成のために神社へと押しかけたのであった。こうして2人だけの楽園は崩れ、ドタバタな日々が始まる。

## 登場人物
山田 美古都（やまだ みこと）
本作の主人公。実家は京都の山奥の神社。関西訛りと田舎育ちがコンプレックスで、標準語を話すクラスメイトに物怖じするあまり、ろくに会話をすることができず友達ができなかった。寮は二人部屋が基本だが、人数の都合で一人部屋となり、ルームメイトが不在。授業中は眼鏡をしているが、部活動中は眼鏡を外し、巫女装束を着用する。蓮の図らいで巫女部という奇妙な部活動が認められ、学校の敷地内にある有頂天神社が部室として与えられた。なお後述する人物達には部室目当てに部活統合を持ちかけられ、友達が欲しいために受け入れた。有頂天部が結成した瞬間である。実家が関西の神社であり、その生い立ちや趣味も兼ねて巫女装束を着ている。
猫崎 蓮（ねこざき れん）
もう一人の主人公。生徒会の会計。学校で居場所のなかった美古都のために、生徒会権限を使って巫女部を設立した。美古都の前以外では普段は不機嫌そうな仏頂面で、近寄りがたい雰囲気を放っているため、他の生徒からは敬遠されがちであった。生徒会書紀の椿とは寮が同室。まともに話す数少ない相手だが、蓮は椿に対して友達という意識は薄い。生徒会に所属しているため、巫女部の部員にはなれなかったが、美古都の希望もあり、顧問として就任。
辺銀 律（ぺんぎん りつ）
昭和歌謡レコード部に所属（部員は二名だけ）。獅子丸愛梨とは寮が同室。昭和歌謡のレコード好きという珍しい趣味が合致し、同好の士となる。普段は些細な事で諍いを起こしている間柄。苗字で呼ばれると可愛いらしい印象を受けてしまうのがコンプレックス。髪型は「とどのつまりの有頂天」ではロングヘアーで「雨でも晴れでも」ではショートヘアと異なるが、いずれも髪を一部染めたりメッシュを入れたりとロックな見た目。その見た目に反して礼儀正しく、言葉遣いも丁寧。
獅子丸 愛梨（ししまる あいり）
昭和歌謡レコード部に所属。容姿とは裏腹に口が悪く、辺銀とは些細な事で諍いが絶えない。しかし同じ趣味を持つ数少ない同好の士であり、平日も休日も食堂も風呂も買い物も二人で過ごす。名前は「どとのつまりの有頂天」では「愛莉」、「雨でも晴れでも」では「愛梨」と表記。
熊倉 タクヤ（くまくら タクヤ）
TOKYOファッション部に所属（部員はタクヤのみ）。タクヤという名前だが女性である。夜空とは幼馴染の関係。言動や行動にアグレッシブな面が目立ち、やる気も人一倍あるものの、幼い頃から病弱な面がある。TOKYOファッション部の主な活動内容は可愛い子に着せる服選び。メイド風のヘッドドレスを着用している。
兎田 夜空（うさぎだ よぞら）
ひきこも部に所属（部員は夜空のみ）。常に寝袋に入り、蓑虫のようになっている。寝ることが趣味。タクヤによくどつかれている。ひきこも部とは、とどのつまり引きこもる事が活動内容である。常に寝袋に包まれているので気付きにくいが、お顔が大変よろしい。語尾が伸びがち。

## 用語
有頂天高校
小さな島の有頂天島に高台にある全寮制の女子校。本土とは橋で結ばれており、街との行き来はかんたんであるもよう。自由闊達な校風で、生徒の自治を重んじる。部活には全員どこかに所属しなければいけないため、めいめいに部活が乱立することに。正式な部活動には4人の部員と部室、顧問が必要。活動実態や部員の人数をごまかす部活が多いためか、生徒会が抜き打ちで実態調査をしており、蓮も書記ながらその調査を行う。
有頂天神社
巫女部の部室となる神社。校舎のはずれの林の中にあるためか、神社があることを知らない生徒が多い。とはいえ神社の本殿や境内はかなり広く、鳥居や手水舎、社務所など一通りの建物は存在する。

## 書誌情報
- あらた伊里 『とどのつまりの有頂天』 少年画報社〈YKコミックス〉、全2巻
  1. 2018年9月10日発売[4] ISBN 978-4-7859-6280-7
  2. 2019年7月10日発売[5] ISBN 978-4-7859-6467-2
- あらた伊里 『雨でも晴れでも』 KADOKAWA〈電撃コミックスNEXT〉、全3巻
  1. 2020年6月27日発売[6] ISBN 978-4-04-913238-0
  2. 2021年3月26日発売[7] ISBN 978-4-04-913662-3
  3. 2022年3月25日発売[8] ISBN 978-4-04-914258-7